# 花紋鴨
花紋鴨（學名：Salvadorina waigiuensis）又名薩爾瓦多水鴨，是新幾內亞的一種特有種鳥類，屬於單型屬花紋鴨屬（Salvadorina），即該屬只有花紋鴨一種物種。花紋鴨偏好棲息於流動快速的河流中，但也可能在靜水中被發現，IUCN將其列為易危物種，其數量可能因棲地破壞、人類與狗的獵捕而下降。

## 外形
花紋鴨體長38-43公分，是體型較小的鴨。其頭部、頸部與身體均為深棕色，其羽毛有白色與深棕色相間，如虎般的條紋，喙為黃色，腿為橘色。雌雄鴨外形只有眼睛顏色不同，雌鴨眼睛呈棕色，雄鴨的則為紅色，且雄鴨體形較雌鴨稍大。花紋鴨的領域性很強，其翅上的突出物可能是與其他種鴨打鬥而演化出的構造。

## 分類
花紋鴨最早於1894年由第二代罗斯柴尔德男爵沃尔特·罗斯柴尔德與德國鳥類學家恩斯特·哈特爾特描述，當時即被歸為新屬花紋鴨屬，其屬名為紀念義大利鳥類學家托馬索·薩爾瓦多里。據說標本是在新幾內亞西北方的衛吉島採集到，該地也是這種鴨種小名的來源，但該島並非現在花紋鴨的分布範圍，有學者認為原始的標籤不精確，而懷疑真實採集地點應是新幾內亞島上的多貝拉伊半島山區。
原本花紋鴨與南美洲的湍鴨和紐西蘭的山藍鴨一起被歸入湍鴨族（Merganettini），它們被認為與秋沙鴨和潛水鴨較為接近，1940年代恩斯特·瓦尔特·迈尔根據解剖特徵將花紋鴨歸入屬於鑽水鴨的鴨屬中，不過後續又有研究將花紋鴨移回獨立的花紋鴨屬中。花紋鴨在演化上自成一個孤立的支序，尚不知哪些物種與其關係較近。

## 生態
現時花紋鴨只分布在新幾內亞北部的山區，而不在低地出現。這種鴨可以潛水覓食，也可以像鑽水鴨在水面附近尋找食物，其食物包括植物、昆蟲，可能還有小型的魚類。
花紋鴨的繁殖季從五月開始，持續到十月中旬，其巢築於近水邊被雜草、灌木遮蓋的隱蔽處，由雜草搭成，有當地人曾表示在河邊的蕃薯田中看過花紋鴨的巢。一巢可產3-4顆蛋，孵化時間不明（但應超過28天）。曾有人觀察到雌鴨會將小鴨背在背上，這在鴨類中是相當不尋常的行為（其他種鴨中只有麝鴨常有此行為）。